# Eternally Yours (Alphaville-Album)
 Eternally Yours ist das achte Studioalbum der deutschen Synthie-Pop-Band Alphaville. Es wurde zusammen mit dem Deutschen Filmorchester Babelsberg aufgenommen.
Es wurde am 23. September 2022 veröffentlicht durch Neue Meister, ein Label der Edel Music & Entertainment GmbH.

## Titelliste

### CD 1
| #   | Titel              | Anmerkungen (Album, das den Song bekannt machte) | Länge |
| --- | ------------------ | ------------------------------------------------ | ----- |
| 1.  | Dream Machine      | Dreamscapes Boxset 1999                          | 4:46  |
| 2.  | Summer in Berlin   | Forever Young 1984                               | 5:17  |
| 3.  | Big in Japan       | Forever Young 1984                               | 5:17  |
| 4.  | Dance with Me      | Afternoons in Utopia 1986                        | 5:30  |
| 5.  | Summer Rain        | The Breathtaking Blue 1989                       | 4:20  |
| 6.  | Apollo             | Prostitute 1994                                  | 6:20  |
| 7.  | Elegy              | Promo-Single Beilage zum Boxset CrazyShow 2003   | 5:49  |
| 8.  | Lassie Come Home   | Afternoons in Utopia 1986                        | 7:23  |
| 9.  | Moongirl           | Promo-Single, Boxset CrazyShow 2003              | 5:04  |
| 10. | Welcome to the Sun | B-Seite der 7" Single Forever Young 1984         | 5:34  |

### CD 2
| #   | Titel                                  | Anmerkungen (Album, das den Song bekannt machte)                         | Länge |
| --- | -------------------------------------- | ------------------------------------------------------------------------ | ----- |
| 11. | A Victory of Love                      | Forever Young 1984                                                       | 4:40  |
| 12. | Sounds like a Melody                   | Forever Young 1984                                                       | 4:31  |
| 13. | Around the Universe                    | Strange Attractor 2017                                                   | 4:24  |
| 14. | Eternally Yours                        | Für diese Veröffentlichung komponiert.                                   | 6:58  |
| 15. | Diamonds Are Forever                   | Coverversion, bisher unveröffentlicht, Originalinterpret: Shirley Bassey | 3:10  |
| 16. | Flame                                  | Salvation 1997                                                           | 3:51  |
| 17. | Forever Young                          | Forever Young 1984                                                       | 5:07  |
| 18. | Big in Japan (BassRoque Version)       | Forever Young 1984                                                       | 3:43  |
| 19. | Sounds like a Melody (Chamber Version) | Forever Young 1984                                                       | 4:28  |
| 20. | Forever Young („Petite“)               | Forever Young 1984                                                       | 3:57  |
| 21. | Big in Japan (Single Edit)             | Forever Young 1984                                                       | 3:58  |
| 22. | Sounds like a Melody (Single Edit)     | Forever Young 1984                                                       | 3:32  |
| 23. | Forever Young (Single Edit)            | Forever Young 1984                                                       | 3:58  |

## Mitwirkende
Deutsches Filmorchester Babelsberg
- Erste Violinen:

Torsten Scholz, Dagmar Quies, Tina Schauer, Susanne Stoof-Scholz, Detlef Penkert, Christiane Lewek, Anya Tukh, Iljana Schindler, Judith Wolf, Sibylle Bormann, Lisa Stobbe-May, Peter Grossmann
- Zweite Violinen:

Christian Dufner, Thilo Roeding, Burkhard Wozny, Juergen Grothe, Chinatsu Nakajima-Eckoldt, Wolfgang Roenfeldt, Alex Paul, Friederike Dietz, Heidrun Polster, Uwe Utecht
- Viola:

Peter Bock, Raphael Grunau, Till Birkner, Katharina Wolf, Stefano Macor, Holger Herzog
- Violoncello:

Werner Klemm, Sebastian Selke, Gunther Haupt, Chiharu Bley
- Bass:

Gerd Jirka, Joerg Potratz, Imki Niemeier, Johann-Nikolaus Franz
- Flöte:

Laura Schreyer, Heiko Tschauner, Brina Kafol-Zust
- Oboe:

Ingolf Boernchen, Kirstin Hildebrand, Lavinia Whitaker
- Klarinette

Christian Balcke, Winfried Rager, Sarah Herzog
- Fagott

Neil Howard Murphy, Maria Ann Marguerre, Jan Sedric Petersen
- Horn:

Susanne Kugler, Annegret Holjewilken, Aki Yamauchi, Katharina Jahn
- Trompete:

Dennis Teichmann, Marcus Sommer, Alexander Samawicz, Mario Gruenkorn
- Posaune:

Oleksii Pavlenko, Lars Juling, Tilmann Hennig
- Tuba:

Takuya Kishimoto
- Pauke:

Andreas Schmeisser
- Percussion:

Martin Krause, Paul Wagner
- Harfe:

Cornelia Büttner
- Piano / Celesta:

Fred Symann
- Orchestrale Bearbeitung

Hans Hafner, Joe Kuttler, Hubi Hofmann, Gillis Van Mieghem, Rolf Stauffacher, Christian Lohr
- Notationen:

Carlo Van Der Put
Zusätzliche Musiker
Andreas Schwarz-Rusczinski: 12, Klassische Gitarre auf 8, Elektrische Gitarre auf 6
Christian Lohr:
Piano auf 9,
Flügel auf 2, 5, 17,
Schlagzeug auf 2, 3, 12, 14, 16.
zusätzliches Schlagzeug auf 3, 17,
Spieluhr, Celesta, Glockenspiel auf 2, 3, 5, 9, 12, 13, 14, 16,
Synthesizer auf 1, 2, 3, 6, 7, 12, 14, 16
Corie Townsend, Rachel Hiew: Hintergrund-Gesangsstimme auf 1
Dmitri Logman: Gitarre auf 5
Elisa Kostka, Katherina Schmidt, Mariella Castelo, Alex Lee: Gemischter Chor auf 10
Gabi Becker: Hintergrund-Gesangsstimme auf 7
Jakob Kiersch: Schlagzeug auf 1, 3, 6, 7, 11, 17
Max Knoth: Akustikgitarre auf 6
Minhye Ko: Percussion auf 1, 3, 6, 8, 11, 15
Stefan Hempel: Violinensolo auf 20
Vedat Okulmus: Fagott auf 20

## Chartplatzierungen
| ChartsChartplatzierungen | Höchstplatzierung | Wochen |
| ------------------------ | ----------------- | ------ |
| Deutschland (GfK)        | 2 (6 Wo.)         | 6      |
| Österreich (Ö3)          | 33 (1 Wo.)        | 1      |
| Schweiz (IFPI)           | 94 (1 Wo.)        | 1      |